# 뮐러-라이어 착시

뮐러-라이어 착시(Müller-Lyer illusion)의 3 개의 스타일화된 화살표

뮐러-라이어 착시(Müller-Lyer illusion)은 3 개의 스타일화된 화살표로 구성된 착시이다. 시청자가 그림의 중간 지점에 표시를 하라는 요청을 받으면 항상 '꼬리 끝'(tail end)에 더 많이 표시한다. 이 착시는 1889년 독일 사회학자인 프란츠 칼 뮐러-라이어(Franz Carl Müller-Lyer)에 의해 고안되었다.

## 사진
|                                                                     |
| (예시) A-오리지널 쉐브론(chevron)버전, B- 점(dot) 버전, C-둥근 버전 |

오리지널 쉐브론(chevron)버전은 뮐러-라이어 착시(Müller-Lyer illusion)를 보여준다. 그러나 점(dot) 버전은 착시 현상을 일으키지 않는다. 한편 둥근 버전은 여전히 뮐러-라이어 착시(Müller-Lyer illusion)를 일으킨다.

## 같이 보기
- 오비슨 착시
- 폰조 착시